# Laua-an
Laua-an è una municipalità di quarta classe delle Filippine, situata nella Provincia di Antique, nella Regione del Visayas Occidentale.
Laua-an è formata da 40 baranggay:
- Bagongbayan
- Banban
- Bongbongan
- Cabariwan
- Cadajug
- Canituan
- Capnayan
- Casit-an
- Guinbanga-an
- Guiamon
- Guisijan
- Igtadiao
- Intao
- Jaguikican

- Jinalinan
- Lactudan
- Latazon
- Laua-an
- Loon
- Liberato
- Lindero
- Liya-liya
- Lugta
- Lupa-an
- Magyapo
- Maria
- Mauno

- Maybunga
- Necesito (Paniatan)
- Oloc
- Omlot
- Pandanan
- Paningayan
- Pascuala
- Poblacion (Centro)
- San Ramon
- Santiago
- Tibacan
- Tigunhao
- Virginia